# Turbo B
Turbo B właśc. Durron Maurice Butler (ur. 30 kwietnia 1967 roku) w Pittsburghu amerykański raper. Członek takich zespołów jak Snap! czy Centory.

## Albumy
- 1993 Make Way for the Maniac

## Single
- 1992 "I'm Not Dead"
- 1993 "Get Wild"

"Nice & Smooth"
"What You See"
- 2005 "New Day"